# Universität Tallinn

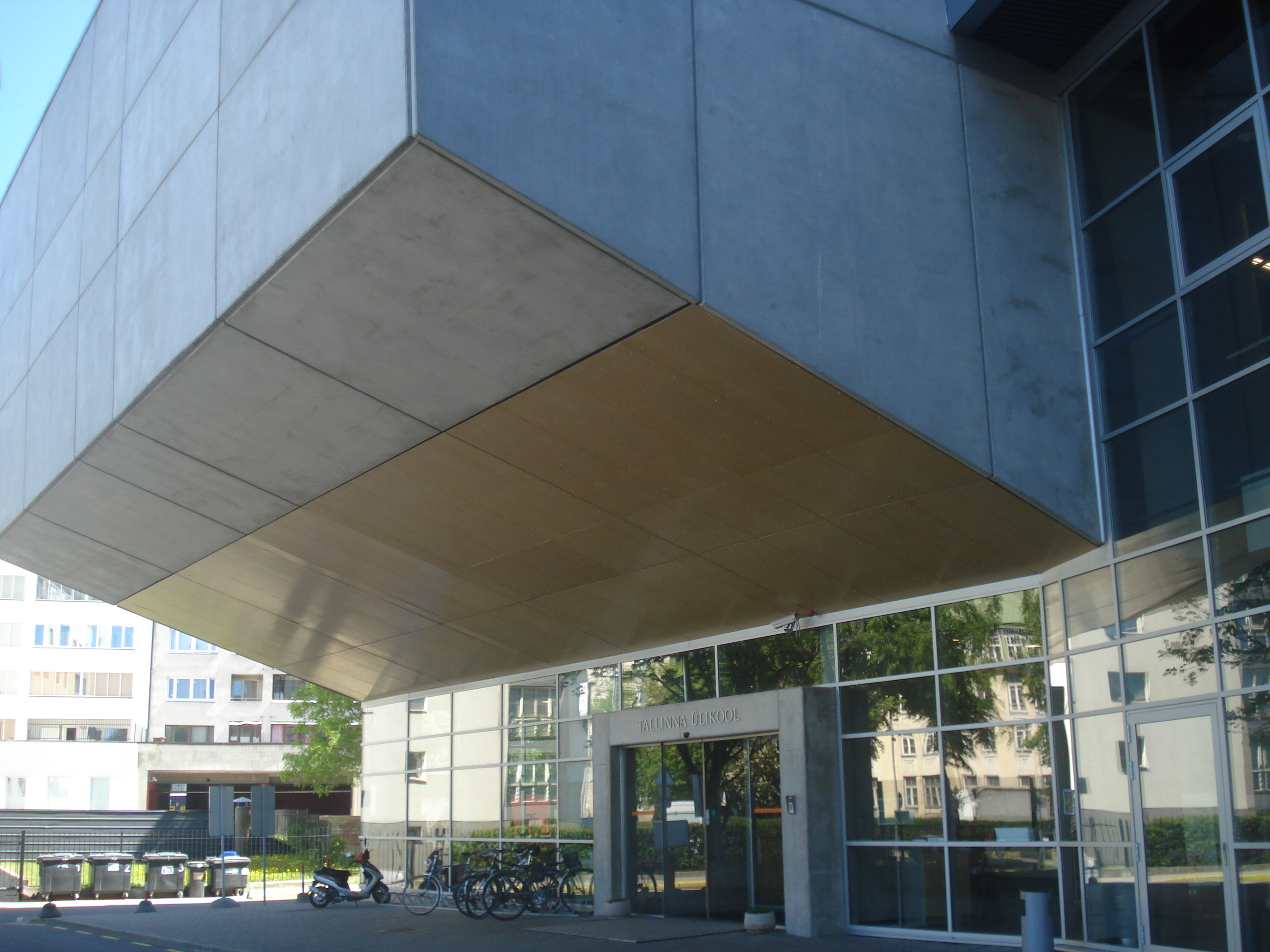
Mare-Gebäude der Universität

Die Universität Tallinn (estnisch Tallinna Ülikool, kurz TLU oder TLÜ) ist eine staatliche Universität in der estnischen Hauptstadt Tallinn mit knapp 10.000 Studenten und 500 wissenschaftlichen Angestellten.

## Geschichte
Die Universität ging 2005 aus der Pädagogischen Universität Tallinn hervor und gliederte sich bis 2008 in sechs Fakultäten. Seitdem erfuhr die Hochschule eine weitreichende Strukturreform und gliedert sich heute in über 20 Institute, Kollegien und Schulen.
Erster Rektor war der Schriftsteller und Japanologe Rein Raud, seit 2021 ist Tõnu Viik Rektor der Universität.

## Abteilungen

### Excellence-Zentren
- TLU Kompetenzzentrum für Medieninnovation und digitale Kultur (Meediainnovatsiooni ja digikultuuri tippkeskus MEDIT)
- TLU Kompetenzzentrum für Innovation in der Bildung (Haridusuuenduse tippkeskus, HUT)
- TLU Kompetenzzentrum für interkulturelle Forschung (Kultuuridevaheliste uuringute tippkeskus, KUT)
- TLU Kompetenzzentrum für Verhaltens- und Neurowissenschaften (käitumis- ja neuroteaduste tippkeskus, KNT)
- TLU Kompetenzzentrum für interdisziplinäre Lebensforschung (interdistsiplinaarsete eluteeuuringute tippkeskus, IET)

### Forschungszentren
- Institut für Ökologie
- Zentrum für Landschaft und Kultur
- Estnisches Institut für Bevölkerungsstudien
- Baltische Film-, Medien- und Kunstschule BFM
- Institut für Geschichte, Archäologie und Kunstgeschichte
- Institut für internationale Sozialstudien
- Kompetenzzentrum Gesundheitsförderung und Rehabilitation
- Gruppe für Genderforschung

## Nennenswerte Persönlichkeiten

### Professoren
- Karsten Brüggemann – Historiker
- Tiiu Kirsipuu – Bildhauerin

### Ehrendoktoren
- Valdas Adamkus – Präsident der Republik Litauen
- Olavi Arens – Professor, Armstrong Atlantic State University
- Hans-Peter Blossfeld – Professor, Otto-Friedrich-Universität Bamberg
- Gerd-Bodo von Carlsburg – Professor, Pädagogische Hochschule Heidelberg
- Jacques Cortès – Professor Emeritus, Universität Rouen
- Helmut Dahncke – Professor, Universität Kiel
- Hannelore Greve – Philanthropist
- Juhani Hytönen – Professor, Universität Helsinki
- Viktoras Justickis – Professor, Vytautas-Magnus-Universität
- Heikki Olavi Kallio – Direktor der Finnischen Akademie
- Pertti Kansanen – Professor Emeritus, Universität Helsinki
- Jaan Kaplinski – Poet
- Ülo Lumiste – Academic, Professor Emeritus, Universität Tartu
- Pentti Malaska – Professor Emeritus, Turku-Handelshochschule
- Jaan Puhvel – Professor Emeritus, University of California, Los Angeles
- Aino Sallinen – Rektor, Professor, Universität Jyväskylä
- György Andras Schöpflin – Philosoph und Sozialwissenschaftler
- Riivo Sinijärv – Diplomat, ehem. estnischer Außenminister
- Robert Sommer – Professor Emeritus, University of California, Davis
- Winfried Ulrich – Professor, Universität Kiel
- Kyösti Urponen – Professor, Universität Lappland
- Jaan Valsiner – Professor, Clark University
- Arvo Valton – Schriftsteller
- Yrjö Varpio – Professor Emeritus, Universität Tampere
- Pauli Lauri Vuolle – Professor, Universität Jyväskylä